# The End of an Ear
The End of an Ear è l'album di esordio della carriera solista di Robert Wyatt, pubblicato nel 1970. Quando Wyatt lo registrò, era batterista e cantante dei Soft Machine, gruppo britannico di rock progressivo.

## Le premesse
L'album fu concepito nello stesso periodo di Third, definito il capolavoro della band. Si differenzia da esso per il maggior anticonformismo del linguaggio musicale, che fa del disco una calda ed umorale espressione di libertà artistica ed umana, in contrasto con la professionale e seriosa efficienza espressa nella maggior parte di Third.
Malgrado il successo che i Soft stavano riscuotendo, Wyatt era insoddisfatto dei rigidi schemi della fusion in cui si stavano isolando e questo lavoro fu il suo primo tentativo di percorrere nuove strade, che lo portò a lasciare il gruppo l'anno successivo.

## Il disco
L'innovativo tentativo di mescolare free jazz, avant-garde rock, progressive e rock psichedelico avvicina The End of an Ear al jazz-rock di Miles Davis e dei Weather Report.
Wyatt realizzò l'album provando per diverse ore una serie di suoi assoli di batteria, tastiere, armonica e voce, a cui in seguito sovrappose gli strumenti dei vari ospiti che collaboravano. Il fratellastro Mark Ellidge è presente al piano in tutti i brani assieme a Cyril Ayers alle percussioni, mentre i fiati dei Soft Machine, Mark Charig ed Elton Dean, l'organista dei Caravan David Sinclair ed il contrabbassista Neville Whitehead del sestetto di Keith Tippett compaiono solo in alcuni brani.
Lo "schema" con cui è impostato il disco assomiglia a quello di Moon in June, la lunghissima suite di Wyatt presente in Third, esplorazione dadaista delle possibilità del suono, ornata da exploit vocali. I frequenti cambi di ritmo della batteria, che diventa uno strumento solista, contrappuntano i tempi dettati dal contrabbasso e dal pianoforte, usato invece in funzione ritmica, per poi scambiarsi nuovamente tali ruoli. Le parti vocali sono solo vocalizzi senza l'uso di parole.
Apre e chiude l'album Las Vegas Tango, reinterpretazione del brano di Gil Evans divisa in due parti. Nel brano, un amalgama di bisbiglii, urla animalesche, vocine e cantilene producono un effetto sorprendente. La voce viene periodicamente frenata dai contrappunti degli altri strumenti, per poi riprendere la scena in un'esplosione di vocalizzi psichedelici, urla dissacranti e anticonformiste. La prima parte è contraddistinta dalla deformazione della voce con distorsori elettronici, mentre nella seconda la voce è condotta a livelli di sperimentazione estremi.
Le due parti di Las Vegas Tango sono gli unici brani dell'album non dedicati agli amici di Wyatt. I titoli delle altre tracce sono invece affettuosi omaggi a vari musicisti della scena di Canterbury: al fratellastro Mark, al trombonista Nick Evans, ai Caravan e al flautista Jimmy Hastings (soprannominato Brother Jim), al gruppo The Whole World di Kevin Ayers, e infine a Daevid Allen e Gilli Smyth dei Gong. Altri omaggi vanno alle amiche ed artiste Bridget St John, Carla Bley, Marsha Hunt e Caroline Coon. Quest'ultima l'anno dopo ispirò a Wyatt il testo di O Caroline, il brano che apre il primo album dei Matching Mole, la band che Wyatt formò dopo l'uscita dai Soft Machine.
Fra questi brani, che rispecchiano in un alternarsi di originali ritmi musicali le personalità dei personaggi a cui sono dedicati, vanno segnalate le dissonanti e dadaiste To Mark Everywhere e To Caravan and Brother Jim, nonché le estremamente sperimentali To the Old World (Thank You for the Use of Your Body, Goodbye) e To Nick Everyone.

## Pubblicazione
L'album fu pubblicato nel dicembre del 1970 su vinile dalla CBS (64189). La prima edizione su CD fu della Columbia (COL 473005-2) nel 1995.

## Tracce
Lato A
1. Las Vegas Tango Part 1 (Repeat) (Gil Evans) - 8:13
2. To Mark Everywhere (Wyatt) - 2:25
3. To Saintly Bridget (Wyatt) - 2:21
4. To Oz Alien Daevyd and Gilly (Wyatt) - 2:09
5. To Nick Everyone (Wyatt) - 9:12

Lato B
1. To Caravan and Brother Jim (Wyatt) - 5:20
2. To the Old World (Thank You For the Use of Your Body, Goodbye) (Wyatt) - 3.17
3. To Carla, Marsha and Caroline (For Making Everything Beautifuller) (Wyatt) - 2:46
4. Las Vegas Tango Part 1 (Gil Evans) - 11:13

## Musicisti
- Robert Wyatt - Batterie, Armonica, Voce, Piano, Organo
- Neville Whitehead - Contrabbasso (tracce 2, 4 e 5)
- Mark Charig - Cornetta (tracce 2, 4 e 5)
- Elton Dean - Sassofono contralto, Saxello (tracce 2, 4 e 5)
- Mark Ellidge - Piano
- Cyrille Ayers - Percussioni
- David Sinclair - Organo